# Горицианский диалект

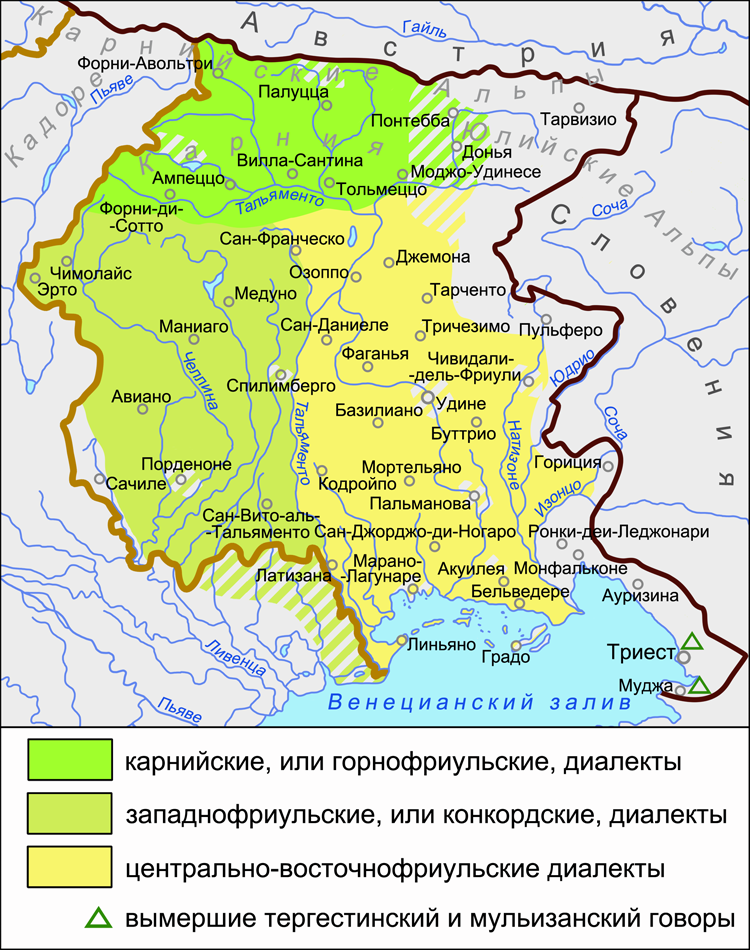
Зона Гориция — Монфальконе — Аквилея в ареале центрально-восточных фриульских диалектов на карте распространения диалектов фриульского языка

Горициа́нский диале́кт (также горицийский диалект, восточный фриульский диалект; фриул. furlan gurizan, итал. friulano goriziano, friulano orientale) — один из диалектов центрально-восточной фриульской диалектной группы, распространённый на юго-востоке области Фриули — Венеция-Джулия в Италии (в зоне Гориция — Монфальконе — Аквилея). Горицианский диалект характеризуется рядом специфических языковых явлений, отличающих его от диалектов остального центрально-восточного фриульского ареала, в нём отмечается большое число лексических заимствований из немецкого и словенского языков.
На койне города Гориция с начала XVIII века до настоящего времени издаются литературные произведения.

## Общие сведения

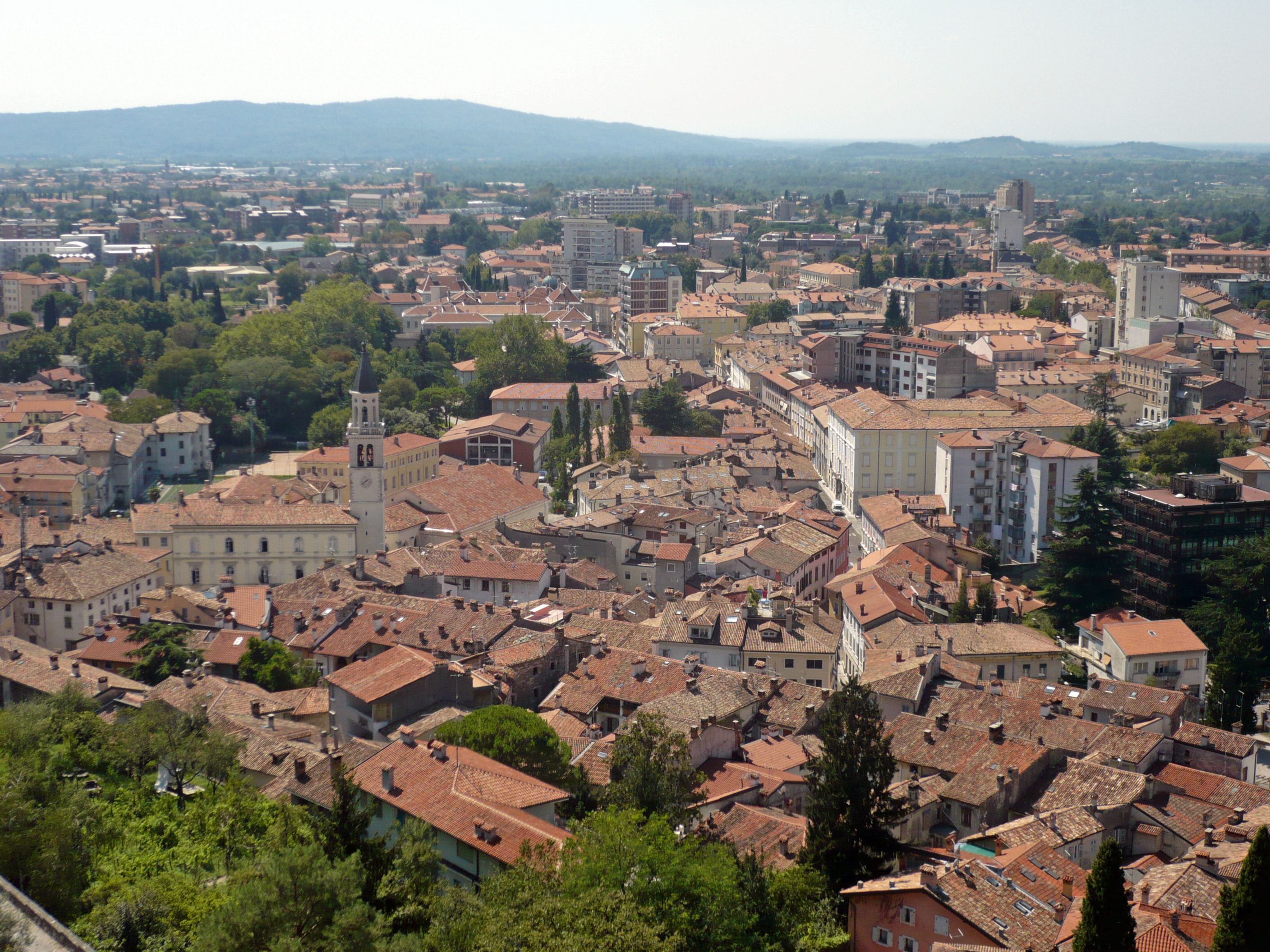
Гориция — самый крупный город в горицианском диалектном ареале

Горицианский ареал охватывает небольшую территорию в юго-восточной части области Фриули, ограниченную городами Гориция (с севера), Монфальконе (с юго-востока) и Аквилея (с юго-запада). Согласно современному административно-территориальному делению Италии, говоры горицианского диалекта размещаются главным образом в пределах территории провинции Гориция и небольшой части территории провинции Удине, граничащей с Горицией, в области Фриули — Венеция-Джулия.
С юга, запада и севера к области распространения горицианского диалекта примыкают ареалы говоров центральнофриульского диалекта: с юго-запада — ареал центрально-южных говоров, с запада — ареал общих центральнофриульских говоров, с северо-запада — ареал говоров города Чивидале и его окрестностей. С северо-востока и востока с горицианским ареалом граничит область распространения словенского языка. Также на востоке с горицианским ареалом соседствует ареал венетского говора бизиакко.
В городе Гориция среди части его жителей помимо фриульского и итальянского языков распространён также венецианский диалект в его так называемой колониальной разновидности.
Особенности горицианского диалекта сложились в условиях относительной изоляции его ареала от ареалов других фриульских диалектов — с 1550 года Гориция вошла в состав империи Габсбургов, в то время как остальная территория Фриули долгое время оставалась частью Венецианской республики. Определённое влияние на горицианский диалект оказал немецкий язык — язык администрации в землях Цислейтании, и говоры словенцев, живущих на восточной границе горицианского ареала, в том числе и в окрестностях города Гориции. В лексическую систему горицианского диалекта вошли многочисленные заимствования из немецкого и словенского языков.
С XVIII века наряду с фриульской письменностью, основанной на говоре города Удине, стала развиваться письменная традиция в Гориции на местном городском койне. В начале XVIII века на горицианском письменном варианте фрриульского языка был издан первый литературный альманах (стролик), его публикация продолжается и в наши дни. В настоящее время отмечается процесс сглаживания языковых различий между центральным койне (койне Удине) и горицианским койне.

## Диалектные особенности
К числу основных диалектных особенностей горицианского диалекта относят:
- отсутствие оппозиции долгих и кратких гласных, как и в западнофриульских диалектах;
- наличие окончаний -a у существительных женского рода: k’aza «дом»;
- нерегулярное употребление субъектных клитик;
- распространение энклизы местоимений после причастий в составе аналитических форм глагола: ‘o ai puartadial «я ему его отнёс»;
- отсутствие вопросительной (инвертированной) формы глагола и т. д.